# Guiche Aizemberg
Guiche Aisemberg fue el seudónimo de Isaac Aizenberg
(Rivne, 21 de abril de 1905 - Mar del Plata, 3 de agosto de 1993) fue un poeta, letrista, escritor y odontólogo argentino de origen ucraniano.

## Biografía
Nació en Rivne, una importante ciudad ucraniana a 300 km al oeste de Kiev (la capital de Ucrania). Llegó a Argentina como inmigrante a los dos años.
Fue autor de varias canciones:
- «Los Inundados» (1960, canción litoraleña con música del pianista Ariel Ramírez), que Miguel Codaglio grabó junto a Raúl (Raulito) Barboza en su LP "Canta litoral" (X-RCA Victor Argentina, 1964) y Mercedes Sosa cantó en su álbum Yo no canto por cantar (Philips, 1966).
- «Los desencuentros» (1967, canción litoraleña con música del pianista y compositor Carlos Guastavino), que Miguel Codaglio grabó junto a Bartolomé Palermo en su LP "Canta litoral" (X-RCA Victor Argentina, 1964)
- «Soy nacido en el cambá» (con música de Luis Ferreyra),
- «Tambora de los morenos» y «Pampa sola» (con música de Carlos Guastavino).
- «En la tierra mocoví», cantado por Mercedes Sosa en su álbum Mercedes Sosa (Philips, 1982).
- «Tríptico mocoví» (1980, con música de Ariel Ramírez).[4]

Entre 1965 y 1966 fue director del Museo de Bellas Artes «Rosa Galisteo de Rodríguez» (en la ciudad de Santa Fe).
Publicó una crítica literaria acerca de un libro de Marcos Aguinis.
Falleció en la ciudad de Mar del Plata a los 88 años, el 3 de agosto de 1993.